# Centroclisis minor
Centroclisis minor is een insect uit de familie van de mierenleeuwen (Myrmeleontidae), die tot de orde netvleugeligen (Neuroptera) behoort. 
Centroclisis minor is voor het eerst wetenschappelijk beschreven door Banks in Strong in 1930.